# Cruz de la abadesa Matilde
La Cruz de la abadesa Matilde (en alemán: Mathildenkreuz; en latín: Crux Matildae) es una cruz procesional otoniana en el estilo crux gemmata que ha estado en Essen en Alemania desde que fue elaborada en el siglo XI. Recibe su nombre de la abadesa Matilde (fallecida en 1011) quien es representada como donante en una placa de esmalte cloisonné en el brazo largo de la cruz. Se realizó alrededor del año 1000, cuando Matilde fue abadesa, y 1058, cuando la abadesa Teófano murió; ambas eran princesas de la dinastía otoniana. Puede que se fuera haciendo por etapas, y el corpus, el cuerpo de Cristo crucificado, puede haber sido un reemplazo posterior. La cruz, que también recibe el nombre de la «segunda cruz de Matilde», forma parte de un grupo, junto con la Cruz de Otón y Matilde o «primera cruz de Matilde» de finales de la centuria precedente, una tercera cruz, a veces llamada la Cruz Senkschmelz, y la Cruz de Teófano de su período como abadesa. Todas se realizaron para la abadía de Essen, hoy catedral de Essen, y se conservan en el Tesoro de la catedral de Essen, donde esta cruz lleva número de inventario 4.

## Descripción

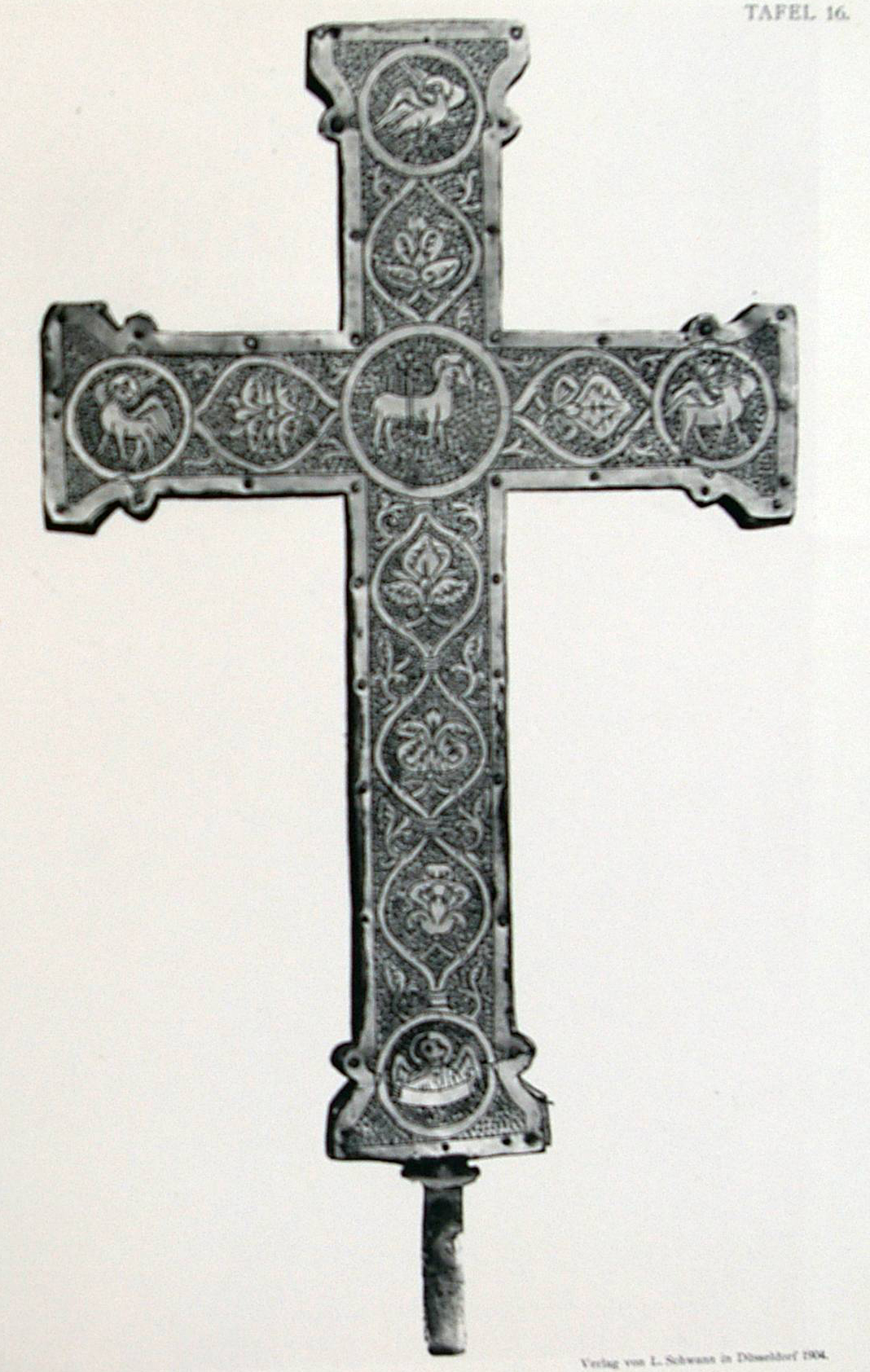
El reverso de la Cruz de Matilde

La cruz de la abadesa Matilde mide 45 cm de alto y 30,5 cm de ancho, y los travesaños son de 6,3 cm de ancho y 2,2 de profundidad. Está formado por un núcleo de madera de roble cubierta con láminas de oro. Bajo la cruz hay una bola de cristal moderna que sirve como mango. Los extremos de la cruz latina están ensanchadas en una forma que se encuentra en la primera cruz de Matilde y la otoniana Cruz de Lotario en Aquisgrán. Los lados estrechos y la parte trasera de la cruz de la abadesa Matilde están cubiertas por cobre dorado. En la parte trasera está decorada con un Agnus Dei perforado que está acompañado por los cuatro símbolos de los evangelistas. En el anverso hay un crucifijo moldeada en bronce y cubierto de oro, con tres cavidades para guardar reliquias: dos en la espalda y una en el occipital. A la izquierda y a la derecha del crucifijo hay círculos de esmalte con personificaciones del Sol y la Luna, rodeadas por cuatro perlas cada uno y por obra de filigrana. Sobre el crucifijo está la habitual inscripción de cruz en esmalte: IHC NAZA/RENVS REX / IVDEORV (Jesús de Nazaret, rey de los judíos), sobre los que hay una gran piedra roja rodeada por cuatro perlas. Bajo el crucifijo hay un gema de camafeo marrón de un león y sobre eso hay una placa de esmalte con el retrato de donante que representa a Matilde (nombrada) en ropas monásticas, arrodillada orando ante la Virgen. La zona central con el crucifijo, retrato del donante, inscripción de la cruz, el sol, la luna y un camafeo de león está bordeado por una tira de placas de esmalte alternando con piedras, cada una rodeada por cuatro perlas. Al final de cada brazo de la cruz hay cuatro piedras coloreadas en forma de lágrima alrededor de una piedra central. En el brazo diestro, la piedra central es un camafeo con un busto femenino mirando a la izquierda. En el brazo izquierdo hay un intaglio cortado en una pieza de ónice rayado, mostrando el perfil de un soldado con yelmo, sosteniendo una lanza.
La cruz de la abadesa Matilde está considerada en general la más débil de las cruces procesionales de Essen en términos artísticos, Pothmann considera que el arte y la artesanía no son tan altas como las otras. En 1904, Humann lo describió como una «grandeza desordenada y, en todos los aspectos, una imagen más cruda». La valoración de la cruz es significativamente complicada por una restauración no documentada que debió ocurrir entre 1904 y 1950. En esta restauración los esmaltes del borde están fundidos, permitiendo que se vean los colores de debajo.

### Crucifijo

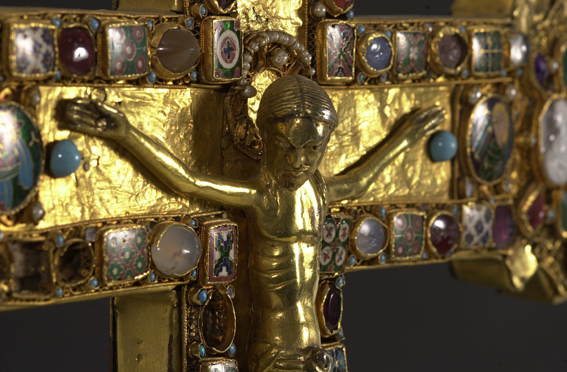
Detalle del crucifijo

Jesucristo se alza sobre un supedáneo, con sus piernas juntas. Los pies no llevan clavos. El paño de pudor está atado en el medio y cae en partes iguales en dobleces anchos. Los brazos son ligeramente desiguales en longitud. La cabeza se inclina a un lado y está rodeada por un halo que está unida al miembro horizontal de la cruz y no está ajustada para tomar en cuenta la inclinación de la cabeza. Humann llama a la posición del cuerpo torpe y extraña. Hasta 2010, las cavidades en su espalda contenían tres pequeños paquetes de reliquia, que se sostenían en su lugar mediante ataduras. Las reliquias han sido relacionadas con la cruz desde su creación. La reliquia en la cavidad inferior estaba envuelta en una pieza de color púrpura de tafetán y carece de cedula. Una reliquia nocent envuelta en lino blanco está en la cavidad del medio con una cedula que la acompaña, de Inocencio I (r. 401-417). La inscripción, en  minúscula carolingia data esto del siglo X u XI y la ubica en el scriptorium de la abadía de Essen. Hay otras tres cedulae en pergamino fragmentarias sobre fragmentos de tela en la cavidad de la cabeza. El texto de estos tiene elementos típicos del scriptorium de Essen; uno de los fragmentos se pueden atribuir a Lorenzo de Roma (m. 258). La cruz así contenía reliquias de los santos Lorenzo e Inocencio. Estos dos santos fueron muy importantes para la dinastía otoniana a la que pertenecía Matilde: Inocencio fue el santo patrón de la más antigua abadía otoniana, Gandersheim y Otón I, el abuelo de la abadesa Matilde, atribuyeron su éxito en la batalla de Lechfeld (955) a Lorenzo. Los paquetes de reliquia y cedulae se guardan ahora en la cámara del tesorode la catedral separadamente bajo números de inventario MK1 a MK4.

### Esmaltes
La cruz de la abadesa Matilde fue equipado con cuarenta tabletas de esmalte, de las que quedan treinta y siete: el esmalte con el retrato de la donante, el esmalte con la inscripción de la cruz, dos esmaltes redondos con la personificación del Sol y de la Luna, y treinta y tres esmaltes ornamentales. Otros tres esmaltes adicionales ornamentados se perdieron antes de la primera descripción de la cruz. De todos los objetos en el tesoro de Essen, la cruz de Matilde es la más ricamente decorada con esmalte. Todos los marcos del esmalte son de filigrana.

#### Retrato de la donante

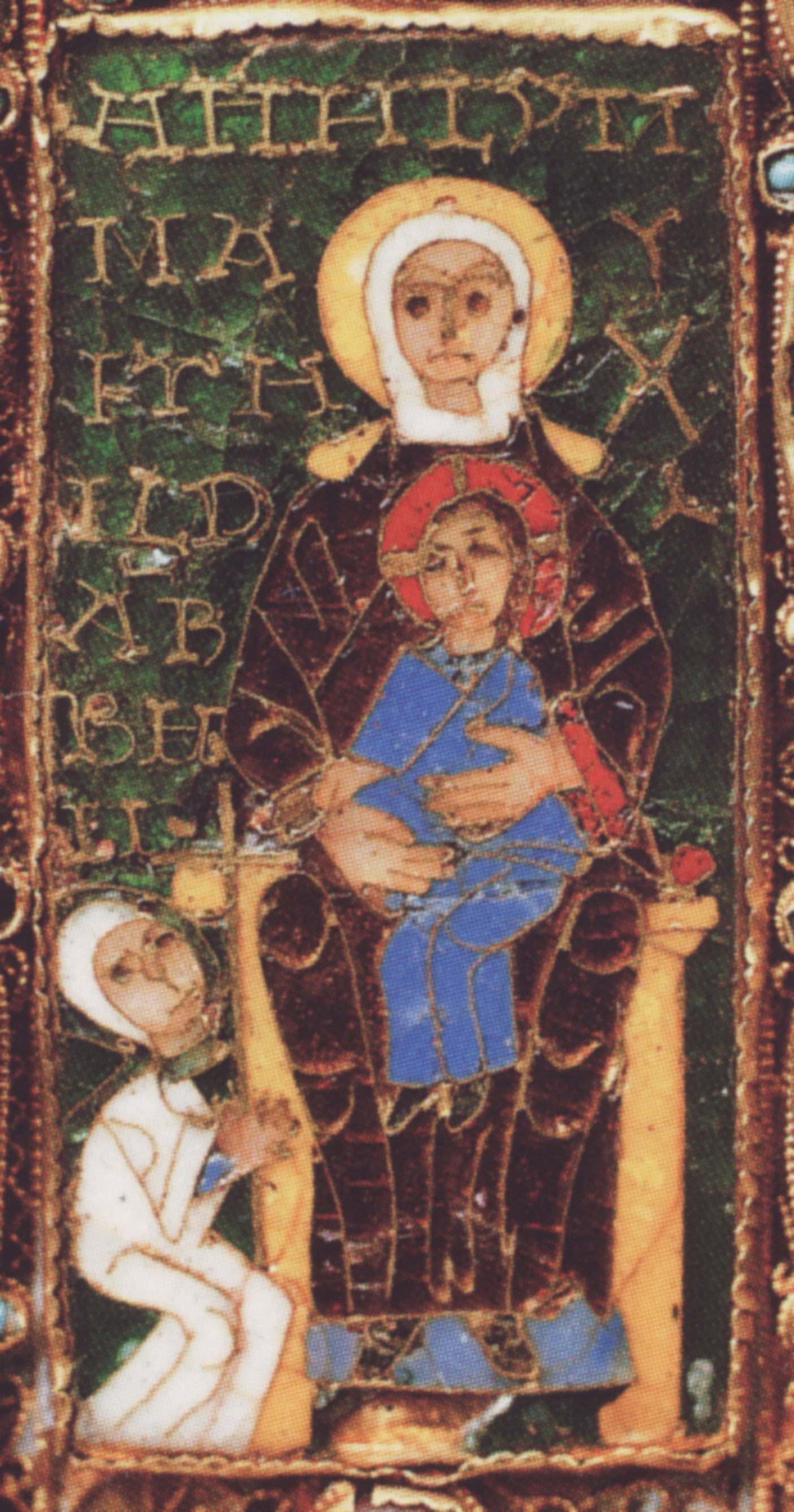
La placa de esmalte con el retrato de la donante

El esmalte de la donante tiene un tamaño de 6 x 2,9 cm. Su icónica Sedes sapientiae («Trono de la sabiduría») muestra a una Virgen entronizada en vista frontal a la derecha, sosteniendo al Niño sobre la rodilla izquierda, en frente de una figura vestida en las ropas blancas de una figura monástica. La monja sostiene una cruz con ambas manos, que ofrece al niño Jesús. El Niño estira ambas manos hacia la cruz en un gesto de aceptación. Una inscripción MA/HTH/ILD / AB/BH/II hace posible identificar a esta monja como la abadesa Matilde. La inscripción es probablemente errónea, con la segunda palabra para que se lea como ABBATI(SSA). Por encima y a la derecha de la Virgen hay otras dos inscripciones, que son incomprensibles. Se tiene la hipótesis de que son versiones mutiladas de inscripciones griegas. La epigrafista Sonja Hermann sugiere que el esmaltador confundió las letras tercera y cuarta y ha invertido una Τ, lo que supondría ΜΗΤΗΡ (μήτηρ - «madre»). Hermann leería los símbolos a la derecha, que están colocados verticalmente, como ΙΥ ΧΥ como en abreviatura de Ι(ησο)ύ Χ(ριστο)ύ («de Jesucristo»).
La parte trasera del esmalte está en verde traslúcido, con las letras puestas en oro. La cabeza de María está rodeada por un halo amarillo opaco y ella luce una capucha blanca así como un vestido violeta-marrón traslúcido con mangas de ocre rojo. El vestido y las mangas quedan armonizadas con un simple borde de alambre de oro. María se sienta sobre un trono amarillo, con sus pies en zapatos grises colocados en un reposapiés azul. Su cara está en beige, con sus ojos circulares en el mismo color que la cara. Las cejas, la nariz y la boca están representados con hilo de oro. La pose hierática de María es un rasgo notable de la Sedes Sapentiae.
El Niño se sienta en la rodilla izquierda de María, sus piernas colgando entre las rodillas. Jesús tiene un halo rojo con una cruz de oro. Su cara está detallada en oro, como la de María. Cristo luce una vestimenta azul, con hilo de oro indicando los pliegues, y zapatos grises. La ropa de Matilde está realizada de una vestidura estrecha blanca monacal, con una capucha blanca que está detallada con hilo de oro. Bajo la vestidura, es visible en sus brazos, luce ropa interior azul. La cruz que sostiene vertical está delineada con hilo de oro más grueso. Puesto que los brazos de la cruz vertical se fusiona con el lado del trono y el brazo horizontal con el reposabrazos del trono, la cruz en sí es difícil de descifrar. La línea de vista de Matilde pasa a través del transepto de su cruz y la mano de Cristo a la cara de su salvador.
Este retrato de donante muestra paralelos con el retrato de donante en la cubierta del Evangeliario de Teófano, en donde Teófano en una pose similar, aunque más horizontal, presenta su donación a la Virgen entronizada. Debido a la similitud de la postura de la Virgen entronizada a la Virgen dorada de Essen se ha sugerido que el acto actual de la donación fue llevado a cabo en la presencia de la estatua.

#### La inscripción de la cruz
La inscripción de la cruz IHC NAZA/RENVS REX / IVDEORV está realizada con hilo de oro realizada en un fondo azul traslúcido. Está rodeada por un ancho borde de oro, y las líneas de la inscripción están separadas por rayas de oro. Las letras se leen fácil, pero no alcanza la precisión de su modelo de la Cruz de Otón y Matilde. Está ausente el punteo del borde de oro, que es característico del taller de Egberto de Tréveris, en contraste con la placa de inscripción de la Cruz de Otón y Matilde.

#### El sol y la luna

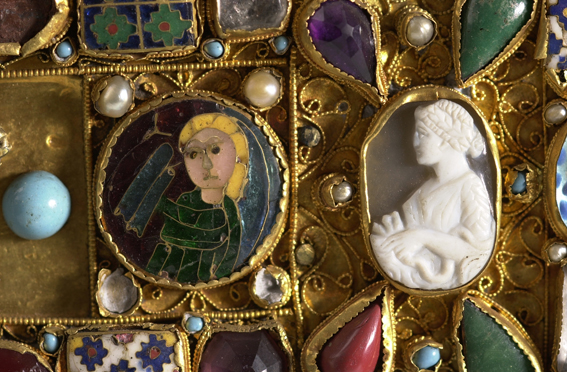
La personificación de la Luna y el camafeo antiguo del brazo diestro de la cruz

Los dos medallones redondos de esmalte con personificaciones del sol y la luna, que simbolizan el lamento de toda la creación por la muerte de Jesús, se encuentran en el travesaño horizontal de la cruz. Ambas personificaciones miran hacia Jesús, el Sol desde la izquierda y la Luna desde la derecha. El fondo de la placa de esmalte representando al Sol es verde. El busto del Sol tiene una expresión apenada y alza las manos a la cara. Sus ojos violeta-marrón son redondos y las cejas así como su nariz bulbosa están formadas con un cable, mientras que la boca abierta se forma con otros dos hilos. Un ceño fruncido está formado con un hilo en forma de Y, reforzando la expresión apenada. El Sol luce una corona con cuatro rayos con picos en su pelo dorado y sostiene un trapo delante del rostro.
La placa de esmalte de la Luna está realizada como una imagen espejo de la placa del Sol. La Luna también sostiene un trapo ante la cara. El esmalte es en generalmás oscuro, el uso del hilo un poco mejor. En contraste con el esmalte del Sol, la ropa de la Luna y el pelo están llenos de hilos. Para la cara, el esmaltador usó un simple hilo para la nariz y la boca.

#### Esmaltes del borde
Los esmaltes del borde alternan con piedras preciosas. En total hay cinco motivos diferentes en cinco colores diferentes. Once de los esmaltes tienen un patrón escalonado similar a una alfombra, siete esmaltes se dividen en campos. En cinco esmaltes el motivo es una cruz diagonal, a menudo presentando motivos circulares con flores de cuatro pétalos. El resto de los esmaltes presentan flores de cuatro pétalos modificados. Cruces diagonales, patrones escalonados y flores de cuatro pétalos también aparecen como motivos en la cruz Senkschmelz. Los colores empleados son verde botellas traslúcido y azul oscuro así como blanco opaco, tojo, verde jade, turquesa, azul y amarillo. Varios de los esmaltes tienen una contraparte invertida, que a veces está ubicado en contra. Es probable que todos los esmaltes del borde estaban en origen emparejados, de manera que la apariencia de la cruz era menos caótica que lo que es hoy.

### Camafeos
La cruz de la abadesa Matilde contiene tres camafeos clásicos de joyas grabadas, que tienen un papel iconográfico significativo. En el brazo horizontal de la cruz hay una calcedonia marronácea, con un camafeo de un león tumbado o durmiendo. Sobre el brazo izquierdo de la cruz, un ónice estriado horizontalmente representa a un guerrero con una lanza y un yelmo en perfil mirando hacia Jesús. Enfrente, sobre el brazo derecho de la cruz es un camafeo ovalado con un busto femenino ligeramente tallado sobre un fondo oscuro. Todos los camafeos son antiguos spolia
El significado iconográfico de las gemas del camafeo no queda claro. El león que hay en el brazo vertical de la cruz en el mismo punto en que la serpiente repujada aparece en la Cruz de Otón y Matilde en donde el camafeo de la Gorgona aparece en la cruz Senkschmelz - ambos simbolizan la derrota del mal como un resultado de la crucifixión de Cristo. El camafeo del león también puede meterse en el sistema simbólico. Pero la representación del león tumbado pacíficamente puede también tener otro significado: en el Fisiólogo, una característica del león es que trae a su recién nacido a la vida en el tercer día con su aliento, lo que hace el león un símbolo para la resurrección de Cristo. El camafeo del león podría así también ser interpretado como una referencia a la esperanza para la resurrección de la donante representada en la placa de esmalte que hay debajo.
El significado de los camafeos en los brazos horizontales es incluso menos claro. El uso de estos objetos en particular de spolia parece intencional, pero no se ha hecho una interpretación iconográfica convincente del guerrero desnudo con lanza y yelmo y las mujeres nobles. Puesto que ambos miran a Jesús, como el Sol y la Luna, parece posible que se pretenda que amplifiquen aquellas imágenes.

## Datación y mecenas
La cruz de la abadesa Matilde siempre ha sido considerada en relación con las otras tres cruces procesionales otonianas del tesoro de la catedral de Essen. Hace tiempo, Humann señaló paralelismos significativos con la Cruz de Otón y Matilde y la cruz Senkschmelz, tanto que asumió que el orfebre de la cruz de Matilde conocía la cruz de Otón y Matilde (conocida para él como la Vieja cruz de Matilde). La forma y la idea general de la cruz de Otón y Matilde fueron adoptadas por la cruz de Matilde: retrato de donante, inscripción de la crucifixión, el Jesús crucificado sobre un fondo dorado, rodeado por un borde elaborado. La adopción es particularmente significativa en el caso de la inscripción de la crucifixión, puesto que la inscripción sobre la cruz de la abadesa Matilde está directamente copiada de la cruz más antigua. El borde está adoptada de la cruz Senkschmelz. La cruz de la abadesa Matilde debe, por lo tanto, ser más moderna que esos modelos. En 1904, Humann concluyó sobre la base de la imagen de Matilde sobre ella, que la cruz de Matilde se realizó antes de 1011, el año de su muerte. Sobre la base de que la cruz de Matilde es en general menos armoniosa, colorida, y técnicamente exitosa, se asume que Matilde la donó poco antes del final de su vida, cuando ella ya no tenía al artista superior de la cruz de Otón y Matilde a su disposición. Puesto que la cruz de Otón y Matilde fue llamada a menudo la «cruz de Matilde» en esa época, llamó a la cruz la «cruz más joven de Matilde» o la «Segunda cruz de Matilde».
La datación de la cruz de Matilde antes de 1011 suscitó problemas de la historia del arte. Primero, los motivos ornamentales individuales se encuentran en la cruz de Senkschmelz, que se supone que se creó antes, lo que solo se convirtió común más tarde. Por otra parte, el Jesús crucificado de la cruz de la abadesa Matilde muestra numerosos paralelismos con un grupo de crucifijos fundidos en bronce, de los cuales el ejemplo más destacado es el crucifijo de la Cruz de Hermán e Ida, que se creó al menos treinta años después de la muerte de la abadesa Matilde. Hay más paralelismo con las representaciones de la cruz sobre tallas de marfil de Colonia, como la cubierta de marfil del Evangeliario de Teófano. Puesto que el actual crucifijo no está encajado en el interior, se asume que la cruz de Matilde se hizo a mediados del siglo XI y un crucifijo labrado, original, fue reemplazado por las piezas fundidas. Puesto que los eruditos asumieron que la abadesa Sofía había interrumpido varios proyectos de Matilde, como la fachada occidental (westwerk) de la catedral de Essen o el santuario de Marso, se asume también que la cruz de la abadesa Matilde fue reunida primero bajo la abadesa Teófano, o más bien que ella había dispuesto por primera vez la donación de Matilde. 
Un argumento en favor de esto es el parecido delretrato de donante de la cruz de la abadesa Matilde con el retrato de donante de Teófano en la tapa del Evangeliario de Teófano. 
Klaus Gereon Beuckers ha sugerido una nueva interpretación de la cruz de la abadesa Matilde. Haciendo a la misma Teófano la donante de la cruz, la data de alrededor del año 1050. El crucifijo entonces sería original. Beuckers incluye la cruz de la abadesa Matilde entre los esfuerzos de Teófano por conmemorar a Matilde. Teófano rodeó la tumba de Matilde en el nuevo edificio consagrado en 1051, la cripta de Teófano que es conocida hoy como la cripta de Altfrid, con una estructura memorial, incrementado la importancia litúrgica de su predecesora para incrementar la importancia de la abadía. Teófano, por lo tanto, habría encargado un nuevo esmalte para la cruz de la abadesa Matilde, que directamente recordaba al antiguo esmalte ya en Essen. Beuckers supone por lo tanto que la cruz de la abadesa Matilde se realizó en Essen. Puesto que los únicos esmaltes usados en los antiguos tesoros de Teófano (el Evangeliario del Santo Clavo y la cruz de Teófano), Teófano probablemente puso en funcionamiento de nuevo al taller de esmalte que había hecho la cruz Senkschmelz y el santuario de Marso bajo Matilde, para la elaboración de la cruz de Matilde.

## Historia
Desde su creación, la cruz ha estado en Essen, excepto las evacuaciones durante guerras y otras crisis. Debido a la representación de Matilde y los parecidos con las otras dos cruces del tesoro de la catedral, que también fueron donaciones a Essen, se asumen que pertenecieron a la abadía de forma continuada desde su donación hasta la secularización de la abadía de Essen en 1802. Sin embargo, las fuentes para el tesoro de la catedral de Essen no mencionan explícitamente la cruz. El Inventarium reliquiarum Essendiensium de 12 de julio de 1627, el inventario más antiguo del tesoro de la abadía no permite una certificación cierta, puesto que solo señala «dos crucifijos decorados con un montón de piedras preciosas y oro, pero cobre dorado por el reverso». Esta descripción se aplicaría a cualquiera de las cuatro cruces procesionales en el tesoro de la catedral de Essen. El Liber Ordinarius, controlaba el uso litúrgico del tesoro de la abadía, habla de las cruces procesionales solo en términos generales. Durante la Guerra de los treinta años, la abadesa huyó con el tesoro a Colonia y en 1794, conforme los franceses avanzaban sobre Essen, el tesoro de la abadía fue llevado a Steele (moderna Essen-Steele), donde se mantuvo en un orfanato donado por la abadesa Francisca Cristina de Sulzbach.  
Conforme la secularización la católica iglesia de San Juan Bautista asumió la abadía así como su propiedad, como la iglesia parroquial. Hizo de las cruces, junto con el resto del tesoro de la catedral, accesible al público por vez primera. Durante el levantamiento del Ruhr de 1920 todo el tesoro fue llevado con gran secreto a Hildesheim, de donde fue devuelta en 1925 en circunstancias igualmente reservadas.
En la Segunda Guerra Mundial el tesoro de la catedral fue llevado primero a Warstein, luego a Albrechtsburg en Meissen y de ahí a un búnker en Siegen. Después del final de la guerra se encontró allí por las tropas estadounidenses y la cruz junto con el resto del tesoro se llevaron al museo estatal en Marburgo y más tarde a una colección para obras de arte desplazadas en Schloss Dyck en Rheydt. Desde abril hasta octubre de 1949 el tesoro de la catedral de Essen fue expuesto en Bruselas y Ámsterdam, antes de ser devuelto a Essen.
Con la creación de la diócesis de Essen en 1958 y la elevación a catedral, la cruz se convirtió en propiedad de la diócesis.

## Uso litúrgico
Los detalles del uso litúrgico de las cruces en la abadía de Essen se desconocen. A través de las fuentes, particularmente el Liber Ordinarius de Essen que data de alrededor del año 1400, describe el uso de las cruces procesionales para procesiones, hablan de estas cruces en términos generales, sin mencionar cruces específicas. Aunque la diócesis ya no usa más la cruz de la abadesa Matilde en procesiones por motivos de conservación, no es una pieza de museo, sino un objeto religioso, que puede usarse en servicios religiosos. Por ejemplo, fue usado como la cruz de altar el 5 de noviembre de 2011 en un servicio memorial con motivo del milésimo aniversario de la muerte de Matilde, para cuya memoria fue originalmente obsequiada.